# تپه سرکن دره اسپر
تپه سرکن دره اسپر در شهرستان دورود، بخش مرکزی، دهستان حشمت آباد، ۲۰۰ متری جنوب شرقی روستای دره اسپر واقع شده و این اثر در تاریخ ۶ اسفند ۱۳۸۵ با شمارهٔ ثبت ۱۷۶۰۶ به‌عنوان یکی از آثار ملی ایران به ثبت رسیده است.